# Hans-Georg Evers

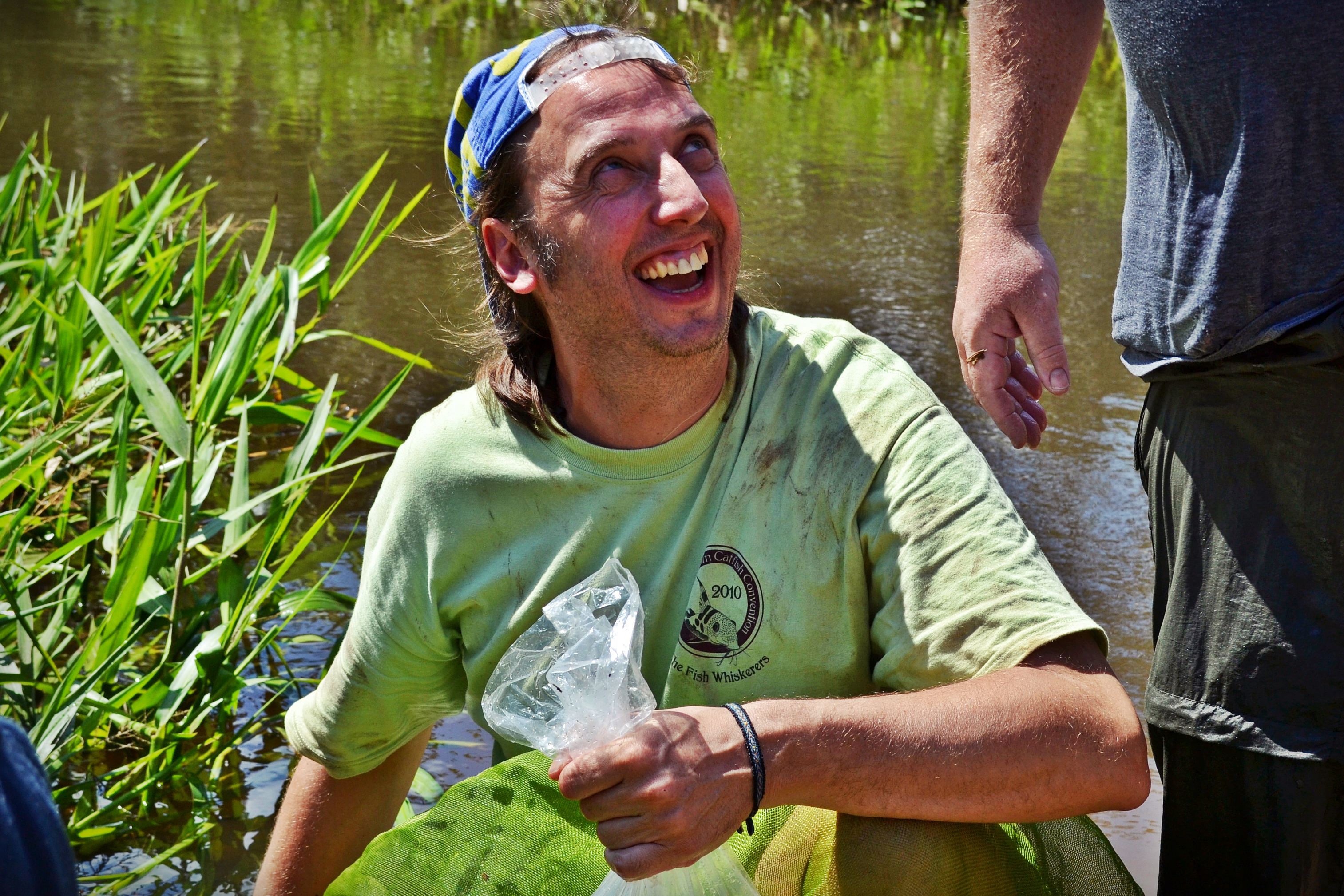
Hans-Georg Evers

Hans-Georg Evers (* 27. August 1964) ist ein Aquarianer, Sachbuchautor und bis 2018 Chefredakteur der Aquarienzeitschrift "AMAZONAS".
Evers bereist vor allem Südamerika und Asien, um neue Fische zu entdecken und für die Nachzucht zu importieren. Er hat bisher etwa 350 Fischarten nachgezogen, viele davon zum ersten Mal. Die Arten Oryzias eversi, ein Reisfisch aus Sulawesi und Corydoras eversi, ein Kurzschnäuziger Panzerwels aus dem Gebiet des Rio Araguaia, Brasilien, wurden nach ihrem Entdecker benannt.
Evers hat hunderte Fachartikel und zehn Bücher, teils als Mitautor, verfasst, hauptsächlich über südamerikanische Welse. Von September 2005 bis Januar 2018 war er Chefredakteur des zweimonatlich im Natur und Tier Verlag erscheinenden Süßwasser-Aquaristik-Fachmagazins "AMAZONAS". Daneben ist er als Referent tätig.
Hans-Georg Evers lebt und arbeitet in Hamburg.